# Bläcketjärnen, Dalsland
Bläcketjärnen är en sjö i Färgelanda kommun i Dalsland och ingår i Göta älvs huvudavrinningsområde. Sjön har en area på 0,0763 kvadratkilometer och ligger 71 meter över havet.

## Delavrinningsområde
Bläcketjärnen ingår i det delavrinningsområde (649668-128329) som SMHI kallar för Utloppet av Kuserudssjön. Medelhöjden är 112 meter över havet och ytan är 2,94 kvadratkilometer. Det finns inga avrinningsområden uppströms utan avrinningsområdet är högsta punkten. Vattendraget som avvattnar avrinningsområdet har biflödesordning 3, vilket innebär att vattnet flödar genom totalt 3 vattendrag innan det når havet efter 193 kilometer. Avrinningsområdet består mestadels av skog (71 procent) och jordbruk (11 procent). Avrinningsområdet har 0,2 kvadratkilometer vattenytor vilket ger det en sjöprocent på 6,9 procent.